# Cethosia festiva
Cethosia festiva är en fjärilsart som beskrevs av Hans Fruhstorfer 1909. Cethosia festiva ingår i släktet Cethosia och familjen praktfjärilar. Inga underarter finns listade i Catalogue of Life.